# Dyer Lum

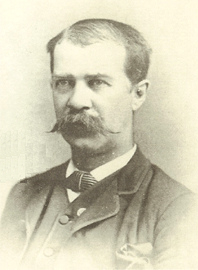
Dyer Lum

Dyer Lum, född 1839, död 1893, var en amerikansk anarkistisk samhällskritiker, mutualist, poet, aktivist inom arbetarrörelsen och partner till Voltairine de Cleyre. Lum skrev även i tidskriften Liberty.